# Fernanda Alves (atriz)
Fernanda Alves (Lisboa, Junho de 1930  — Porto, 6 de Janeiro de 2000) foi uma atriz portuguesa. Recebeu o Prémio Lucinda Simões (1973) e o Prémio Bordalo (1974), na categoria "Teatro".

## Biografia
Fernanda Alves nasceu Junho de 1930, em Lisboa.
Em 1973 Fernanda Alves recebeu o Prémio Lucinda Simões, para melhor intérprete feminino de teatro declamado, do SNI pelas peças Oh Papá, Pobre Papá, a Mamã Pendurou-te no Armário e Eu Estou tão Triste... de Arthur Kopit.
Fernanda Alves recebeu o Prémio Bordalo (1974), ou Prémio da Imprensa, na categoria "Teatro", como "Melhor Actriz", pela sua interpretação em A Grande Imprecação Diante das Muralhas da Cidade tendo a Casa da Imprensa atribuído a esta peça "Prémio Melhor Espectáculo" e ao seu encenador Mário Barradas o "Prémio de Encenação".  Nesta categoria foram ainda distinguidos em 1975, Luís Miguel Cintra (Melhor Actor), Grupo Comuna (Prémio Melhor Autor), Pides na Grelha, pelo Teatro Adoque (Melhor Revista) e o Conjunto Cénico Caldense, por O Canto do Papão Lusitano, Peter Weiss (Melhor Espectáculo de Teatro Amador)
Reconhecida como atriz dramática de grande expressividade, integrou os quadros do Teatro Nacional Dona Maria II, em Lisboa, a partir de 1973. Aqui se celebrizou sobretudo por ter sido a encenadora da controversa peça Felizmente Há Luar! (1978) de Luís Sttau Monteiro. Desempenhou o papel de Pôncia, a criada e confidente, na peça A Casa de Bernarda Alba, levada à cena no Teatro Nacional Dona Maria II, em fevereiro de 1983. Chegou também a colaborar com o Grupo de Teatro da Cornucópia, onde encenou a peça O Facto Importante (1998), de Luiza Neto Jorge. Deixou também a sua marca no cinema em filmes como Fim de Estação (1982), Ilhéu da Contenda (1996) e Morte Macaca (1997). Foi casada com o jornalista, ensaísta e escritor Ernesto Sampaio, que faleceu no ano seguinte à actriz, em 2001.
Fernanda Alves morreu a 6 de Janeiro de 2000, no Porto.

## Filmografia
- Dom Roberto (1962)[6]

## Teatro
- Oh Papá, Pobre Papá, a Mamã Pendurou-te no Armário e Eu Estou tão Triste...[3]
- A Grande Imprecação Diante das Muralhas da Cidade[4]